# Recke
Recke település Németországban, azon belül Észak-Rajna-Vesztfália tartományban. Lakosainak száma 11 410 fő (2023. december 31.). Recke Neuenkirchen, Hopsten, Ibbenbüren, Mettingen és Voltlage községekkel határos.

## Népesség
A település népességének változása:
| Lakosok száma | 8959 | 11 363 | 11 331 | 11 371 | 11 371 | 11 227 | 11 370 | 11 410 |
|               | 1975 | 2015   | 2017   | 2018   | 2019   | 2021   | 2022   | 2023   |